# Макоуэн, Билли
Уи́льям Мако́уэн (англ. William McOwen; 1871, Блэкберн — 1950) — футбольный вратарь, в конце XIX века выступавший за «Блэкбёрн Роверс», «Ливерпуль» и «Блэкпул». Участник первого матча «Ливерпуля» в лиге, в котором его команда в гостях обыграла «Мидлсбро Айронополис» со счётом 2:0.
Билли провёл за «Ливерпуль» 23 матча из 28 в лиге в сезоне 1893/1894 годов. В этих встречах он пропустил лишь шестнадцать мячей, и «красные», не проиграв ни одного матча финишировали первыми в таблице. Тем не менее в переходном («тестовом») матче за право выступать в Первом дивизионе, в котором «Ливерпуль» со счётом 2:0 обыграл «Ньютон Хит», Макоуэн участия не принимал — как и ещё в пяти матчах сезона место в воротах занял универсал Мэтт Маккуин, впоследствии ставший членом правления клуба и его главным тренером.

## Достижения
- Чемпион Второго дивизиона (1894)